# 羅德西亞陣線
羅德西亞陣線（英語：Rhodesian Front），是羅德西亞（或南羅德西亞）的一個保守主義政黨，當時羅德西亞處於白人少數統治之下。羅德西亞陣線起初由溫斯頓·菲爾德領導，到1964年後改由伊恩·史密斯領導，羅德西亞陣線是自治領黨的繼承者，而自治領黨是南羅德西亞聯邦時期的主要反對黨。1962年3月，反對立即或短期之內過渡到黑人多數統治的白人共同組成了羅德西亞陣線。同年12月的大選中，該黨取得多數議席開始執政。之後的幾次大選（在1964年到1979年間，羅德西亞議會66個席位中的其中50個是為歐裔非洲白人選民保留的，而黑人則必須達到更高的國家貢獻與資格標準，其議席比例才能增加），羅德西亞陣線在多數白人選民支持下保持其執政地位，而史密斯則繼續擔任總理。

## 歷史
羅德西亞陣線有15項基本原則，其中包括保留每個種族群體維護自身身份的權利，通過績效提升政策保存“適當標準”，維護《土地分配法》，這種法律規定了土地的所有權和分配中的種族不平衡、反對強制性的種族融合、白人工人的工作保護，以及維護政府為不同種族提供單獨設施的權利。
在1980年大選後，羅德西亞更名為津巴布韋並正式獨立，羅德西亞陣線贏得《權力分享協議》中為白人保留的全數20個議會席位。1981年6月6日，羅德西亞陣線更名共和陣線，並於1984年7月21日再改名為津巴布韋保守聯盟。在接下來的四年內，該黨21名議員中有11名宣布退黨，最終在1985年大選中贏得為白人保留的20個議席中的15個。1986年，津巴布韋保守聯盟允許所有種族的津巴布韋人申請成為其黨員。1987年，津巴布韋政府廢除所有為白人保留的議席。這些議席被廢除後，大部分議員選擇成為獨立議員，或者加入執政黨津巴布韋非洲民族聯盟。

## 選舉歷史

### 議會選舉
| 年份   | 得票   | 得票比例          | 議席     | 參政情況             |
| ------ | ------ | ----------------- | -------- | -------------------- |
| 1962年 | 38,282 | 54.9%             | 35 / 65  | 羅德西亞陣線         |
| 1965年 | 28,175 | 78.4%             | 50 / 65  | 羅德西亞陣線         |
| 1970年 | 39,066 | 76.8%             | 50 / 66  | 羅德西亞陣線         |
| 1974年 | 55,597 | 77.0%             | 50 / 66  | 羅德西亞陣線         |
| 1977年 | 57,348 | 85.4%             | 50 / 66  | 羅德西亞陣線         |
| 1979年 | 11,613 | 82.0%（白人選民） | 20 / 100 | 聯合非洲民族議會     |
| 1980年 | 13,621 | 83.0%（白人選民） | 20 / 100 | 津巴布韋非洲民族聯盟 |

## 延伸閱讀
- Rhodesians Never Die, Godwin, P. & Hancock, I., 1995. Baobab Books, Harare, Zimbabwe.
- Pollard, William C. A Career of Defiance:  The Life of Ian Smith, Agusan River Publishing Co., 1992.  Topeka, KS.
- McLaughlin, John . "Ian Smith and the Future of Zimbabwe," The National Review, October 30, 1981, pp. 2168–70.
- Facts on File, 1984 ed., p. 574.